# دکتر ایکس (فیلم)
دکتر ایکس (انگلیسی: Doctor X) فیلمی در ژانر ترسناک به کارگردانی مایکل کورتیز است که در سال ۱۹۳۲ منتشر شد.

## بازیگران
- لی تریسی
- فی ری
- لیونل اتویل
- پرستون فاستر
- مائه بوش
- رابرت وارویک
- ویلارد رابرتسن
- آرتور ادموند کرو
- هری بر سفورد
- جان ورِی